# 铁刹山酒
铁刹山酒又称铁刹山白酒，是辽宁本溪出产的一种白酒，源于1807年张嘉久于当地成立的“永隆泉烧锅”，其产品被称为张家酒。1948年8月当地易手后，当局接收酒坊，1950年收归国有，数次易名，其中用得最久的为本溪酒厂，直至1996年11月29日更名为辽宁铁刹山酒厂。被授予中国驰名商标和中华老字号。铁刹山酒以当地高粱为主料酿制而成。